# Chemnitz-Altendorf
Der Chemnitzer Stadtteil Altendorf liegt nordwestlich des Stadtzentrums und ist seit 1. Juli 1900 eingemeindet. Angrenzend an Altendorf sind die Stadtteile Borna-Heinersdorf, Schloßchemnitz, Kaßberg, Kappel, Schönau und Rottluff. Der heutige Stadtteil Altendorf nimmt zwar im Wesentlichen die Fläche der früheren Gemeinde Altendorf ein, Stadtteil- und Gemarkungsgrenzen sind jedoch überwiegend nicht identisch.
In diesem Stadtteil befinden sich an der Flemmingstraße das „REHA-Zentrum für Blinde und Sehbehinderte“, die „Frauenklinik“ und das Klinikum Chemnitz. Mit dem „Krankenhaus Küchwald“ an der Bürgerstraße ist es mit einer Straße, die durch den Crimmitschauer Wald führt, verbunden. Am Kappler Hang ist die „Westkampfbahn“ und an der Waldenburger Straße die „Matthäus“-Kirche.

## Geschichte
Wie Altchemnitz bezeichnet Altendorf den Ort als im Gegensatz zu Chemnitz ältere Siedlung. Ebenso siedelten sich hier Wolfsjäger an, die sich zwischen der heutigen Waldenburger- und Limbacher Straße niederließen. Der Ort gehörte zunächst, teilweise sogar noch bis 1831 zum Amt Rochlitz, dann zum Amt Chemnitz.
Obwohl im 16. Jahrhundert ein Leinweber tätig war, blieb Altendorf bis in das 19. Jahrhundert eine Bauerngemeinde. Erst dann entwickelte sich Altendorf zu einer Arbeiterwohnsiedlung. Hier wohnten hauptsächlich Arbeiter aus dem angrenzenden Chemnitz. Somit bot es sich an Altendorf nach Chemnitz einzugemeinden, was im Jahr 1900 vollzogen wurde.
Schon 1905 wurde die Blindenanstalt an der Flemmingstraße gegründet. Heute ist es eine Rehabilitationseinrichtung für Blinde und sehbehinderte Menschen, wo verschiedene Berufsausbildungen angeboten werden. Im Jahr 1915 entstand nahe dem Crimmitschauer Wald das heutige „Krankenhaus Küchwald“ und 1918 die „Frauenklinik“. Die „Säuglingsklinik“ folgte 1926/27. Seit 1982 befindet sich ein Neubau des Klinikums zwischen „Frauenklinik“ und „Krankenhaus Küchwald“, der seit 2005 modernisiert und erweitert wird.
Zwischen 1963 und 1966 entstand am nordwestlichen Rand Altendorfs das „Flemminggebiet“. Es gilt als das erste Chemnitzer Neubaugebiet. Insgesamt entstanden hier 3.700 Wohnungen für etwa 25.000 Menschen.

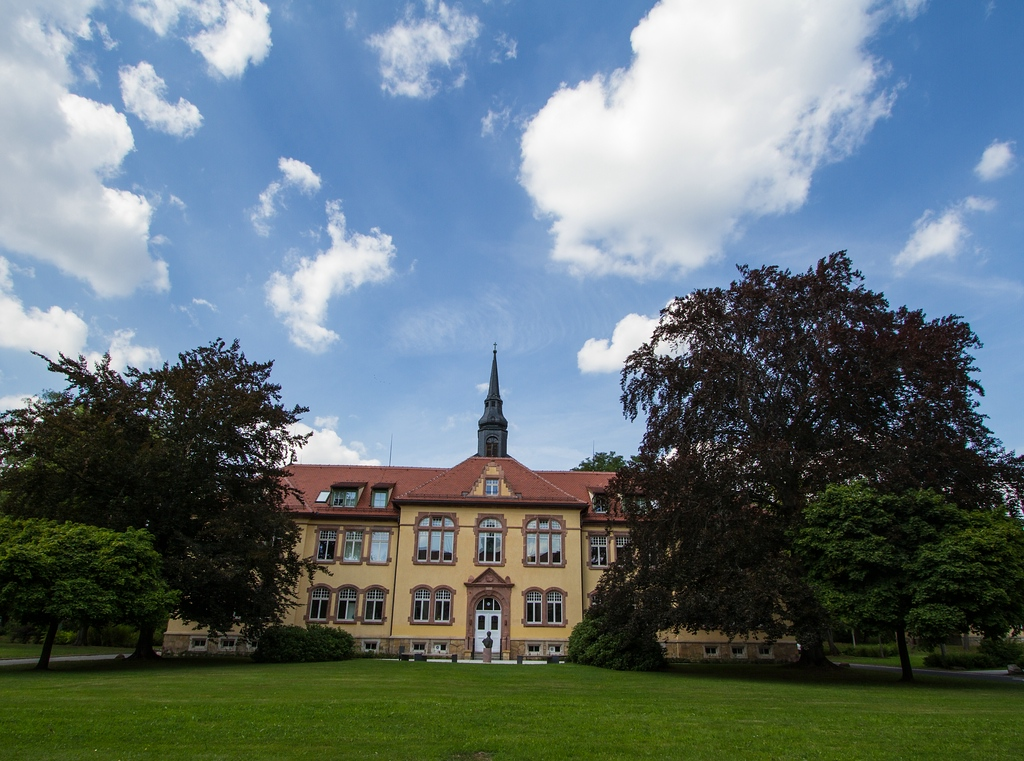
Im Rehabilitationszentrum für Blinde an der Flemmingstraße

## Crimmitschauer Wald

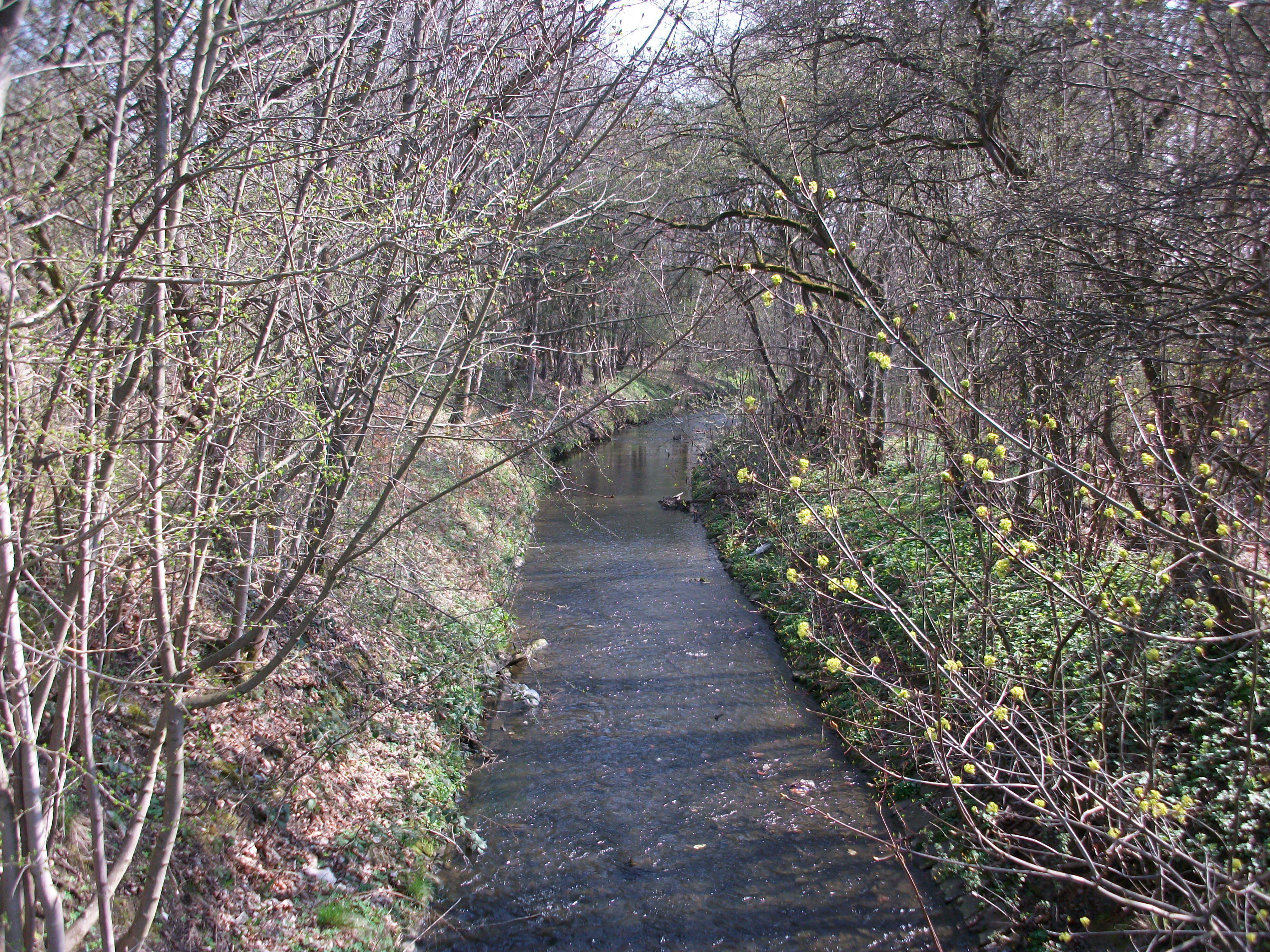
Pleißenbach in Chemnitz-Altendorf

Der Crimmitschauer Wald, zwischen Borna und Altendorf, trägt vermutlich seit dem 14. Jahrhundert den Namen des Abtes Ulrich von Crimmitschau aus dem Chemnitzer Benediktinerkloster. Dem Kloster diente der Wald hauptsächlich zur Jagd. Nach der Auflösung des Klosters gehörten nur 21 ha des Waldes zur Chemnitzer Stadtflur. Erst mit der Eingemeindung Altendorfs im Jahr 1900 folgte der größere, restliche Teil. Heute gehört der gesamte Wald zur Gemarkung Borna. Angrenzend an den Crimmitschauer Wald sind das Max-Planck-Stadion, das Küchwaldkrankenhaus und der Botanische Garten.

## Verkehr
Durch die Nahverkehrsbusse der CVAG ist Altendorf mit den Linien 31, 32, 62, 72 und N17 des Nachtnetzes verbunden.
Bis 1988 konnte man noch mit der Straßenbahnlinie 3 über die Limbacher Straße nach Altendorf gelangen. Diese noch auf der 925 mm-Spur fahrende Linie wurde dann von einer Omnibuslinie ersetzt. Zur Waldenburger Straße konnte man bis 15. Oktober 1983 mit der Linie 8 (mit der Endhaltestelle an der Weststraße) gelangen.